# 경주 장항리 사지
경주 장항리 사지(慶州獐項里寺址)는 대한민국 경상북도 경주시 문무대왕면 장항리에 있는 신라의 절터이다. 대한민국의 사적 제45호로 지정되어 있다.

## 개요
토함산 동남쪽 계곡의 비교적 높은 곳에 자리하고 있는 통일신라시대의 절터이다.
절터가 있는 계곡은 대종천의 상류로 감은사터 앞을 지나 동해로 흘러간다. 절을 지은 연대나 절의 이름은 전해지지 않는데, 장항리라는 마을 이름을 따서 장항리사지라 불러오고 있다.
절터에는 서탑인 5층석탑과 파괴된 동탑의 석재, 그리고 석조불대좌가 남아 있다. 금당으로 보이는 건물터에 있는 석조불대좌는 2단으로 되어 있는데, 아랫단은 팔각형으로 조각이 새겨져 있고 윗단은 연꽃을 조각한 원형대좌이다. 이 대좌 위에 모셔졌던 것으로 보이는 석조불상은 여러 조각으로 파괴된 것을 복원하였으며 현재는 국립경주박물관에 있다.
서탑은 일제시대에 도굴범이 탑 속에 들어 있는 보물을 훔치기 위해 폭파시켜 파괴한 것을 수습하여 다시 세웠다. 동탑은 계곡에 흩어져 있던 것들을 절터에 모아두고 있다.
장항리사지는 계곡 사이의 좁은 공간을 이용하여 쌍탑을 세우고 그 뒤쪽 중앙에 금당을 배치한 점이 주목할 만하다. 쌍탑 1금당으로 통일신라시대의 전형을 보이나, 아직 강당과 회랑의 자리는 밝혀지지 않고 있다.

## 교통
예전에는 이곳을 찾기가 매우 어려웠으나 경주시 양북면 장항리의 장항1교에서 토함산자연휴양림과 진현동의 토함산에 있는 석굴암을 거쳐 불국사역을 연결하는 불국로가 개통됨으로써 쉽게 찾을 수 있다. 그러나 아직 장항리 사지 인근을 경유하는 시내버스는 없다.

## 문화재
절터에는 국보 제236호로 지정된 경주 장항리 서 오층석탑(慶州 獐項里 西 五層石塔)이 서탑(西塔)으로 남아있으며, 동탑(東塔)은 파괴되어 인근 계곡에 흩어져있던 석재들을 수습하여 모아놓은 상태이다. 또한 탑 옆에는 석조불대좌가 남아있는데, 이 위에 놓여있던 석불입상(石佛立像)은 국립경주박물관 정원에 전시되고 있다.

파괴되고 남은 석조여래입상. 경주박물관 소재

## 계곡
장항리 사지 옆 계곡은 여름에 물놀이 하기에 적합하고 계곡 위에는 장항리사지로 갈 수 있는 아치형 다리가 있다.

## 복구
일제강점기인 1920년대, 이곳에서 동쪽으로 약 1km 지점에 금광이 있어 이곳에서 발파 작업을 위해 다이너마이트가 이용되고 있었다. 그런데 1923년 도굴꾼이 서탑의 사리장엄구와 불상 내부의 복장물(腹藏物)을 노리고, 야밤을 틈타 광산에서 쓰이던 다이너마이트로 탑과 불상을 폭파시키는 만행을 저질렀다. 그 후 약 10여 년간 불상과 탑은 그 주변에 파손되어 흩어진 채 방치되어 오다가 1932년 서탑을 복원하였으며, 파손된 불상은 국립경주박물관으로 옮겨져 오늘에 이르고 있다. 한편, 동탑은 1966년 대종천 계곡에 흩어져 있는 조각들을 모아 복구되었다.